# 멸치후리는노래
멸치후리는노래는 대한민국 제주도의 해안마을에서 여럿이 그물로 멸치를 후리면서 부르는 민요를 말하며, 멜후림소리라고도 하는데 멜이란 멸치의 제주도 말이다. 1986년 4월 10일 제주특별자치도의 무형문화재 제10호로 지정되었다.

## 개요
멸치후리는 노래란 제주도의 해안마을에서 여럿이 그물로 멸치를 후리면서 부르는 민요를 말하며, 멜후림소리라고도 하는데 멜이란 멸치의 제주도 말이다. 멸치후리기는 먼바다에서 그물로 멸치떼를 후린 후 모래가 깔린 해안가로 마을 사람들이 일제히 끌어당기는 작업이므로 단결된 힘을 돋우기 위해 노래를 부르게 되었다.
이 민요는 한 사람의 선소리꾼이 노래를 이끌어가고, 그물을 당기는 사람들은 동작에 맞추어 후렴구를 부르는 선후창형식이다. 악곡구조는 두마디 선소리와 두마디 후렴으로 되어 있는데, 선소리와 후렴의 선율은 서로 다르며, 늦은 굿거리장단이나 중중모리장단으로 부른다. 가락이 안정되고, 강세처리도 박절구조에 따라 비교적 고정되어 있기 때문에 거의 변함없이 동일악구를 반복하면서 전개된다. 소리의 구성음은 도·레·미·솔로 되어 있고, 레로 끝마쳐서 씩씩한 느낌을 준다.
멸치후리는 노래는 어업노동요로, 멸치를 후릴 때 그물을 잡아당기는 동작과 밀착되어 있는데 1960년 이후 멸치후리기가 자취를 감추게 됨에 따라 일과 분리된 민요전승자만이 남아있을 뿐이다.

## 전승자
| 구분   | 성명 (생년월일)      | 성별 | 기예능 | 주소                     | 인정·해제일자   | 비고 |
| ------ | -------------------- | ---- | ------ | ------------------------ | --------------- | ---- |
| 보유자 | 한성복 (1952.11.19.) | 여   | 창(唱) | 제주시 구좌읍 김녕로 156 | 2020.01.28 인정 |      |

## 참고 문헌
- 멸치후리는노래 - 국가유산청 국가유산포털